# 스쿨 오브 락 (텔레비전 프로그램)
School of 樂은 엠넷에서 방영됐던 텔레비전 프로그램이다.

## 개요
- 학교, 주로 고등학교에 연예인들이 몰래 들어가 공연을 펼친다.

## 출연

### 진행자
- 붐 (1기, After)
- 성은 (2기)

### 게스트

#### 1기 (2006년)
1. 파란 (한일여자고등학교)
2. 윤도현 밴드 (성덕고등학교)
3. 박정아  (대전 동산고등학교)
4. 더 자두, 동방신기, SS501
5. 아유미 (남양주공업고등학교)
6. 이승기 (원주여자고등학교)
7. 손호영 (일신여자상업고등학교)
8. MC몽 (선일여자상업고등학교)
9. SS501 (예산예화여자고등학교 / 1편, 2편)

#### 2기 (2008년)
1. PSY (함현고등학교)
2. V.O.S (오산정보고등학교)
3. 이민우 (대일관광디자인고등학교)
4. 손호영 (안산경영정보고등학교)
5. 2PM (대원여자고등학교 / 1편, 2편)
6. SS501 (가온고등학교)

## 사건/논란
2007년 4월 중순 인창고등학교에서 《스쿨 오브 락》 녹화 후 아이비의 일부 경호원들이 극성 아이비 팬인 학생들을 폭행했으며 아이비 측이 이들을 고용한 것처럼 오해를 받아 논란이 일기도 하였다.